# Alexandre Oukidja
Alexandre Roger Oukidja (ar. اليكساندر اوكيدجا; ur. 19 lipca 1988 w Nevers) – algierski piłkarz grający na pozycji bramkarza. Jest synem Algierczyka i Francuzki. Od 2018 jest piłkarzem klubu FC Metz.

## Kariera piłkarska
Swoją piłkarską karierę Oukidja rozpoczął w klubie FC Gueugnon. W 2005 roku awansował do kadry pierwszego zespołu i w sezonie 2005/2006 rozegrał w nim jeden mecz w Ligue 2. W latach 2016–2014 Oukidja był zawodnikiem Lille OSC, w którym grał jedynie w rezerwach.
W styczniu 2012 Oukidja został wypożyczony z Lille do trzecioligowego Aviron Bayonnais FC. Swój debiut w nim zaliczył 6 marca 2012 w przegranym 0:2 domowym meczu z US Orléans. W klubie tym grał przez pół sezonu.
Latem 2012 Oukidja udał się na wypożyczenie do belgijskiego drugoligowego Royalu Mouscron-Péruwelz. Swój debiut w nim zanotował 22 sierpnia 2012 w zremisowanym 0:0 wyjazdowym meczu z RWD Molenbeek. W Royalu spędził dwa lata.
W sierpniu 2014 Oukidja został zawodnikiem RC Strasbourg. Zadebiutował w nim 31 października 2014 w przegranym 0:1 domowym spotkaniu z US Avranches. W sezonie 2015/2016 awansował ze Strasbourgiem z Championnat National do Ligue 2, a w sezonie 2016/2017 z Ligue 2 do Ligue 1. W Strasbourgu grał do zakończenia sezonu 2017/2018.
W lipcu 2018 Oukidja przeszedł do FC Metz. Swój debiut w nim zanotował 30 lipca 2017 w zwycięskim 1:0 wyjadowym spotkaniu ze Stade Brestois 29. W sezonie 2018/2019 wywalczył z nim awans z Ligue 2 do Ligue 1.
| Sezon   | Klub                    | Kraj    | Rozgrywki            | Mecze | Gole |
| ------- | ----------------------- | ------- | -------------------- | ----- | ---- |
| 2005/06 | FC Gueugnon             | Francja | Ligue 2              | 1     | 0    |
| 2006/07 | Lille OSC B             | Francja | CFA                  | 13    | 0    |
| 2007/08 | Lille OSC B             | Francja | CFA                  | 14    | 0    |
| 2008/09 | Lille OSC B             | Francja | CFA                  | 15    | 0    |
| 2009/10 | Lille OSC B             | Francja | CFA                  | 17    | 0    |
| 2010/11 | Lille OSC B             | Francja | CFA                  | 23    | 0    |
| 2011/12 | Lille OSC B             | Francja | CFA                  | 2     | 0    |
| 2011/12 | Aviron Bayonnais FC     | Francja | Championnat National | 13    | 0    |
| 2012/13 | Royal Mouscron-Péruwelz | Belgia  | Tweede klasse        | 31    | 0    |
| 2013/14 | Royal Mouscron-Péruwelz | Belgia  | Tweede klasse        | 33    | 0    |
| 2014/15 | RC Strasbourg           | Francja | Championnat National | 21    | 0    |
| 2015/16 | RC Strasbourg           | Francja | Championnat National | 34    | 0    |
| 2016/17 | RC Strasbourg           | Francja | Ligue 2              | 36    | 0    |
| 2017/18 | RC Strasbourg           | Francja | Ligue 1              | 17    | 0    |
| 2018/19 | FC Metz                 | Francja | Ligue 2              | 38    | 0    |
| 2019/20 | FC Metz                 | Francja | Ligue 1              | 27    | 0    |
| 2020/21 | FC Metz                 | Francja | Ligue 1              | 34    | 0    |

## Kariera reprezentacyjna
W reprezentacji Algierii Oukidja zadebiutował 26 marca 2019 w wygranym 1:0 meczu towarzyskim meczu z Tunezją, rozegranym w Al-Bulajdzie. W 2019 roku był w kadrze Algierii na Puchar Narodów Afryki 2019. Algieria ten turniej wygrała, jednak Oukidja nie wystąpił w żadnym spotkaniu.
W 2022 roku Oukidja został powołany do kadry na Puchar Narodów Afryki 2021. Nie rozegrał na nim żadnego meczu.